# Горки (Мещёрское сельское поселение)
Го́рки — деревня в Вяземском районе Смоленской области России. Входит в состав Мещёрского сельского поселения. Население — 29 жителей (2007 год). 
Расположена в восточной части области в 23 км к северо-востоку от Вязьмы, в 11 км севернее автодороги М1 «Беларусь», на берегу реки Касня. В 3 км восточнее деревни расположена железнодорожная станция 215-й км. В 4 км южнее деревни расположена железнодорожная станция О.п. 218-й км на линии Москва — Минск.

## История

Разрушенная церковь в Горках

В годы Великой Отечественной войны деревня была оккупирована гитлеровскими войсками в октябре 1941 года, освобождена в марте 1943 года.